# Rudolf Abicht

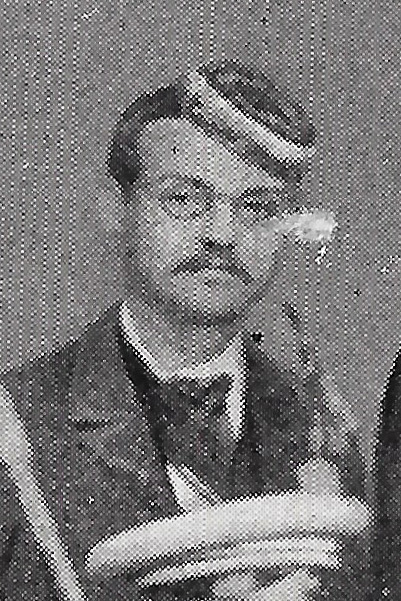
Rudolf Abicht 1871 als Breslauer Wingolfit

Rudolf Abicht (* 9. August 1850 in Namslau; † 12. Februar 1921 in Breslau) war ein deutscher Theologe, Slawist und Orientalist.

## Leben
Abichts Vorfahren stammten aus Thüringen. Sein Vater Theodor Abicht war ein evangelischer Pfarrer, seine Mutter Bertha Hoffmann. Rudolf Abicht wurde in Namslau in Niederschlesien geboren. Dort war sein Vater in den Jahren 1849–1854 deutscher Pfarrer in der evangelischen St.-Andreas-Kirche. Abicht studierte in Berlin, Breslau und Halle Theologie und schloss sein Studium mit dem Dr. phil. ab. Unterbrochen wurde sein Studium vom Deutsch-Französischen Krieg an welchem er als Einjährig-Freiwilliger im Dienstgrad eines Gefreiten im 3. Garde-Grenadier-Regiments im II. Bataillon teilnahm. In seinen Studienorten schloss er sich dem Berliner Wingolf an, stiftete den Breslauer Wingolf und wurde auch im Hallenser Wingolf aktiv. Anschließend arbeitete er als Pastor in wechselnden schlesischen Gemeinden sowie ab 1892 als Lektor der russischen und polnischen Sprachen. Am 30. Mai 1876 heiratete er seine Frau Eugenie, Tochter des Obersteigers Ernst Schwand und Friederike Auguste, geborene Anders. Spätestens seit 1897 wirkte er als Pastor und ab 1908 als Senior an der Breslauer Elftausend-Jungfrauen-Kirche, wo er 1912 entpflichtet wurde. Anschließend war er Professor für slawische Sprachen an der Universität Breslau.

## Werke
Abicht hatte eine außergewöhnliche Sprachbegabung. Er wurde 1900 zum Professor ernannt und habilitierte sich sieben Jahre später für slawische Philologie. Bei seinen ersten eigenen Publikationen beschäftigte er sich mit der orientalischen, danach ausschließlich mit der slawischen Philologie. Seine Texte kamen überwiegend im Archiv für slawische Philologie. Dabei nannte er bedeutende Belege für den Codex Suprasliensis. Darüber hinaus verfasste er Texte über die belarussische Sprache und ein sprachwissenschaftlich gegliedertes Lehrwerk zur polnischen Sprache, die jedoch nicht in den Druck gingen. Seine sorgfältig geschriebenen, inhaltsreichen Werke, die mitunter eigenständige und kühne Überlegungen enthielten, wurden nie entsprechend gewürdigt.